# Jordan Joszifov
Jordan Joszifov, bolgárul: Йордан Йосифов (Szófia, 1932. augusztus 12. – 2014. december 23.) olimpiai bronzérmes bolgár labdarúgó, kapus.

## Pályafutása

### Klubcsapatban
1952–1957 között a Szlavija Szofija, 1958 és 1963 között a Lokomotiv Szofija labdarúgója volt. 1963–64-ben a Szlavija játékosaként fejezte be az aktív játékot. A Szlavija csapatával egy bolgárkupa-győzelmet ért el.

### A válogatottban
1954 és 1963 között 13 alkalommal szerepelt a bolgár válogatottban. Az 1956-os melbourne-i olimpián bronzérmes lett a csapattal.

## Sikerei, díjai
Bulgária
- Olimpiai játékok
  - bronzérmes: 1956, Melbourne

 Szlavija Szofija
- Bolgár bajnokság
  - 2. (2): 1954, 1955
- Bolgár kupa
  - győztes: 1952
  - döntős: 1954

## Statisztika

### Mérkőzései a bolgár válogatottban
| Bulgária | Bulgária             | Bulgária                           | Bulgária      | Bulgária | Bulgária       | Bulgária            | Bulgária | Bulgária |
| #        | Dátum                | Helyszín                           | Hazai         | Eredmény | Vendég         | Kiírás              | Gólok    | Esemény  |
| -------- | -------------------- | ---------------------------------- | ------------- | -------- | -------------- | ------------------- | -------- | -------- |
| 1.       | 1954. augusztus 8.   | Varsó, Lengyel Hadsereg Stadionja  | Lengyelország | 2 – 2    | Bulgária       | barátságos          | -        |          |
| 2.       | 1954. október 24.    | Szófia, Levszki stadion            | Bulgária      | 3 – 1    | NDK            | barátságos          | -        |          |
| 3.       | 1955. január 7.      | Kairó, Zamalek Stadion             | Egyiptom      | 1 – 0    | Bulgária       | barátságos          | -        |          |
| 4.       | 1955. január 23.     | Bejrút, Városi Stadion             | Libanon       | 2 – 3    | Bulgária       | barátságos          | -        |          |
| 5.       | 1955. május 22.      | Szófia, Levszki stadion            | Bulgária      | 2 – 1    | Egyiptom       | barátságos          | -        |          |
| 6.       | 1955. június 26.     | Szófia, Levszki Stadion            | Bulgária      | 1 – 1    | Lengyelország  | barátságos          | -        |          |
| 7.       | 1955. október 9.     | Bukarest, Augusztus 23. Stadion    | Románia       | 1 – 1    | Bulgária       | barátságos          | -        |          |
| 8.       | 1955. október 23.    | Szófia, Levszki stadion            | Bulgária      | 2 – 0    | Nagy-Britannia | olimpiai selejtező  | -        |          |
| 9.       | 1956. december 7.    | Melbourne, Melbourne CG (AUS)      | India         | 0 – 3    | Bulgária       | olimpiai 3. helyért | -        |          |
| 10.      | 1957. július 21.     | Szófia, Levszki stadion            | Bulgária      | 0 – 4    | Szovjetunió    | barátságos          | -        |          |
| 11.      | 1957. szeptember 15. | Szófia, Levszki-stadion            | Bulgária      | 1 – 2    | Magyarország   | vb-selejtező        | -        |          |
| 12.      | 1963. január 6.      | Algír, 1955. augusztus 20. Stadion | Algéria       | 2 – 1    | Bulgária       | barátságos          | -        |          |
| 13.      | 1963. január 23.     | Róma, Olimpiai Stadion (ITA)       | Bulgária      | 1 – 0    | Portugália     | NEK-selejtező       | -        |          |
|          | Összesen             |                                    |               | 13       | mérkőzés       |                     | 0        | gól      |